# كروج (فلاورجان)
كروج (بالفارسية: کروج) هي قرية تقع في مقاطعة فلاورجان في إيران. يقدر عدد سكانها بـ 1,654 نسمة .